# François Pédron
François Pédron, né le 23 mars 1944 à Nuillé-sur-Vicoin, près de Laval, en Mayenne, est journaliste, historien du XVIe siècle et écrivain français.

## Biographie
Ancien élève de l'Immaculée-Conception de Laval et du lycée de Laval, il édite en 1968 à ses frais une petite plaquette sur Ambroise Paré. Il effectue pendant deux années des études à la faculté de médecine, qu'il abandonne pour la presse et l'histoire.
Il est titulaire d'une maîtrise d'histoire, journaliste. En 1972, il entre à Paris Match, pour décrire la vie artistique parisienne. En 1983, il est rédacteur en chef de la revue Newlook. Puis, il devient directeur éditorial de TF1 éditions en 1994.
Il a écrit de nombreux ouvrages sur l’histoire du XVIe siècle, notamment des biographies de Louise Labé, de la reine Margot et d’Ambroise Paré.
Il est le parolier avec Pierre Delanoë de la chanson Dream in Blue, un tube qui sera chanté par le couple Sophie Marceau-François Valéry en 1981.

## Publications

### Histoire
- Ambroise Paré, conseiller et premier chirurgien du roi, Impression Madiot, Laval, Composition Linarmor à Rennes. Automne 1968 - janvier 1969 ;
- Histoire d'Ambroise Paré chirurgien du roi, Orban, 1980, 467 p. ;
- La Maison Belhomme, Orban, 1984, 362 p[3]. ;
- Louise Labé : La femme d'amour, Fayard, 1984, 272 p. ;

- Prix Mottart de l’Académie française en 1985
- La Reine Margot, Robert Laffont, 433 p., 1985 ;

### Journalisme
- Échec au roi. Du coup d'État de Skhirat au suicide d'Oufkir[4], La Table ronde, 1972, 276 p. ;
- L'Argent fait le bonheur[5], Paris : Denoël-Filipacchi, 1979, 223 p., Collection Le Poids des mots ;

### Biographie
- Charlie Chaplin story ou Charlot l'immortel[6], Boulogne-Billancourt, Alain Mathieu, 1978, 127 p. ;
- Babiroussa : une vie jusqu'au bout du rêve : récit de Maurice Patry[7], Paris : Éd. Fixot, 1990, 221 p. ;
- Alfred Jarry et sa bande : le cycliste de Montmartre, illustrations de Jack Russell, Paris : Éd. de la Belle Gabrielle, 2007, 117 p., Collection : La légende de Montmartre racontée par ;
- Max Jacob : le fou de Dieu, texte de François Pédron ; illustrations de Jack Russell, la Belle Gabrielle, impr. 2008, 127 p., Collection La légende de Montmartre racontée par ;

### Romans
- Bras de fer, roman, Fayard, 1983, 342 p[8].
- L'Héritage Fogg : quatre-vingts jours et des milliards pour un tour du monde : roman, Lattès, 1988, 325 p. ;
- Véronica la vénitienne, roman, Albin Michel, 1991, 355 p. ;

### Sports et aventures
- Planète Amazone, réalisé par la rédaction de TF1… ; textes, François Pédron ; reportage, Gilles Bouleau, TF1, 1989, 157 p. ;
- Le Cap Horn, Albin Michel, 1990, 173 p. ;
- L'Atlantique, Albin Michel, 1991, 168 p[9]. ;
- L'Everest, Albin Michel, 1991, 175 p[10]. ;
- L'Amazone, Albin Michel, 1991, 159 p[11]. ;

### Paris et Montmartre
- L'Institution nationale des Invalides : hymne à la vie, textes : François Pédron ; photographies, Jacques Bravo, l'Esprit de tous les combats, 2005, 183 p. ;
- 67, Pigalle-Porte de Gentilly : rêve de bus, photographies de Jacques Bravo ; textes de François Pédron. Publication : Écully : Altaïr-Points cardinaux communication, cop. 2005. 1 vol. (non paginé [32] p.), Collection : Paris vous appartient ;
- Montmartrobus : rêve de bus, photographies de Jacques Bravo ; textes de François Pédron, Écully : Altaïr-Points cardinaux communication, cop. 2005, (non paginé [24] p.), Collection : Paris vous appartient ;
- D'un Montmartre l'autre, photographies de Dominique Chauvat ; texte de François Pédron ; traduction anglaise de Jack Russell, Paris : la Belle Gabrielle, 2006, 319 p. ;
- Les rapins : l'âge d'or de Montmartre, texte, François Pédron ; traduction, Jack Russell ; photos, Stéphane Pons, la Belle Gabrielle, 2008, 237 p.